# FM-1 (граната)
FM-1 — аргентинская ручная граната, с 1945 года была принята на вооружение армией Аргентины. Предназначена для поражения живой силы в бою. Производилась в трёх версиях: наступательной, оборонительной и учебной.

## Описание
Начинка гранаты FM-1 была основана на английских ручных гранатах Миллса, но немного более упрощена. Цилиндрический корпус гранаты выполнялся из жести из сплава углеродистой стали и олова, с размещенным в нём разрывным зарядом и запалом.
Наступательный и оборонительный варианты FM-1 имели ряд недостатков, вызванных жестяным корпусом гранаты.
Время замедления взрыва после броска — 4 с.
Повышенный риск самопроизвольного взрыва вызвал разработку новой гранаты FMK-1, на базе которой была произведена новая граната — FMK-2 Mod. 0, принятая на вооружение аргентинской армии и применявшаяся в Фолклендской войне.